# Louis Le Conte
Louis Le Conte, connu également sous le nom de Louis Leconte, Lecomte ou Leconte de Boulogne, est un sculpteur français, né à Boulogne vers 1644, et mort à Paris le 24 décembre 1694.

## Biographie

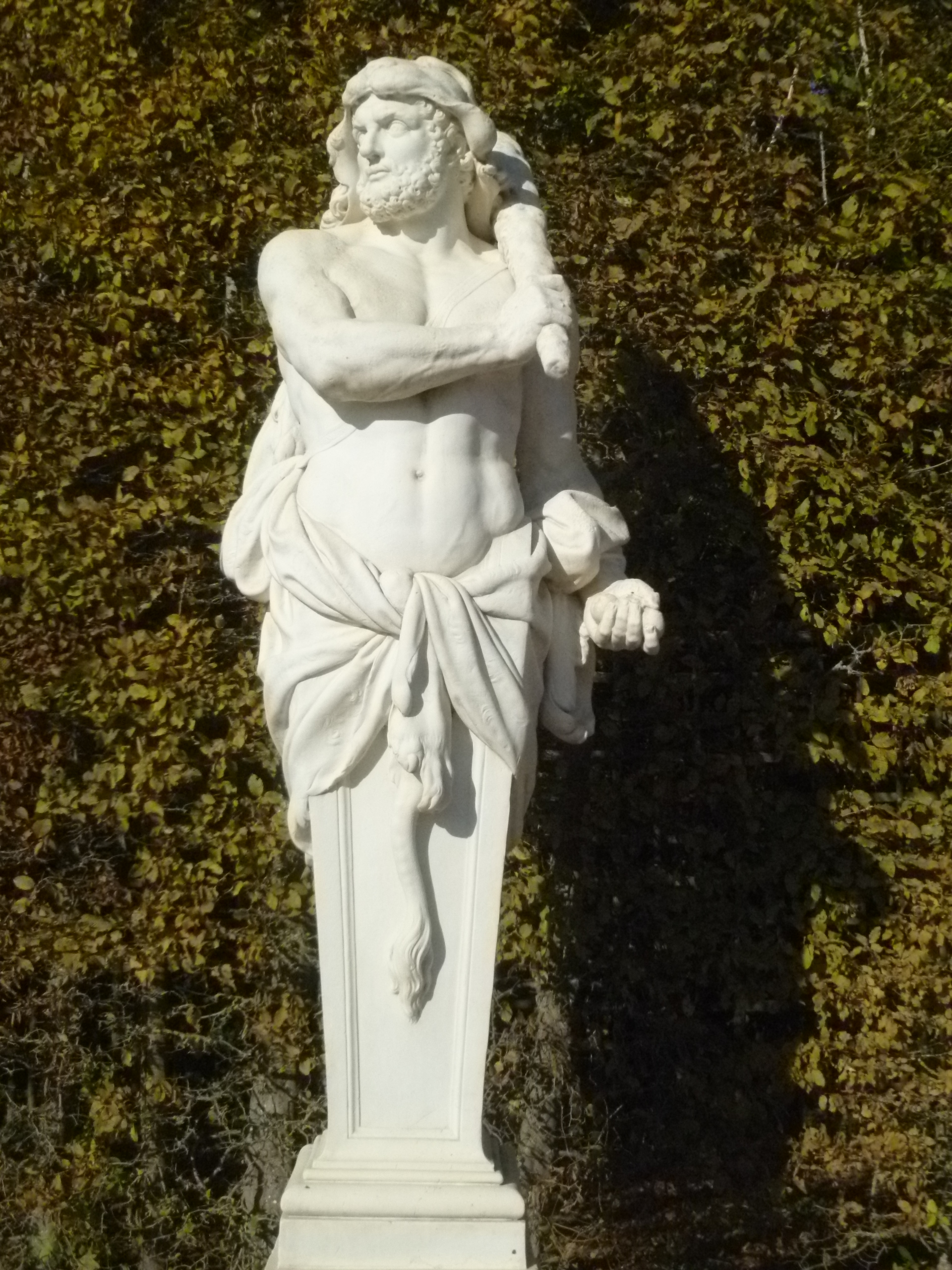
Hercule
Jardin de Versailles

Louis Le Conte participe au concours de sculpture organisé par l'Académie royale de peinture et de sculpture organisé en 1673. Il est reconnu mériter le premier prix au concours au cours de la réunion de l'Académie le 27 mai 1673. Pour l'année 1673, l'Académie accorde, le 6 avril 1675, le premier prix en sculpture à Louis Leconte, le deuxième prix à Jean Cornu et le troisième prix à Anselme Flamen. L'Académie juge que Louis Leconte et Jean Cornu sont en état d'aller à Rome. Le 4 mai suivant, il présente à l'Académie les modèles qui lui ont été demandés et celle-ci lui demande d'exécuter un médaillon ou bas-relief en marbre représentant saint Barthelemy. Il en présente une première esquisse en cire le 28 juin pour obtenir sa réception à l'Académie. Le 27 juillet, l'Académie ayant vu le médaillon lui ordonne de l'exécuter en marbre qui est présenté, approuvé et reçu à l'Académie le 4 janvier 1676.
Louis Leconte travaille essentiellement au château de Versailles où il réalise pour le jardin de Versailles La Renommée, L’Art, La Nature, Hercule, Fourberie , Zéphyr, Flore, des Amours pour le bosquet de la Colonnade et, pour la Petite Écurie, un trophée d'armes et Le cocher du cirque. Il a aussi travaillé pour l'église des Invalides avec L’Espérance et L’Humilité et le château de Marly.